# Omphalucha maturnaria
Omphalucha maturnaria är en fjärilsart som beskrevs av Antonius Johannes Theodorus Janse 1917. Omphalucha maturnaria ingår i släktet Omphalucha och familjen mätare. Inga underarter finns listade i Catalogue of Life.